# Лосев, Иван Терентьевич
Иван Терентьевич Лосев (1871 — 1957) — плотник, баптист по вероисповеданию, депутат Государственной думы I созыва от Тамбовской губернии.

## Биография
Исповедовал веру Евангельских христиан (баптистов), крестьянин села Чёрная Слобода Шаморгской волости Шацкого уезда Тамбовской губернии. Занимался земледелием и плотницким ремеслом. Получил домашнее образование, во всех источниках характеризуется как «малограмотный», однако современные историки оценивают его как «яркую неординарную личность, талантливого оратора».
29 марта 1906 избран в Государственную думу I созыва от общего состава выборщиков Тамбовского губернского избирательного собрания. Вошёл в Трудовую группу. Состоял в Аграрной комиссии. Подписал законопроект Трудовой группы по аграрному вопросу (проект «104-х»). Участвовал в прениях по агарному вопросу. Его ответ на заявление премьер-министра И. Л. Горемыкина от 13 мая 1906 о недопустимости обсуждения земельного вопроса в Думе, в котором Лосев сравнил русское крестьянство с библейским могучим, но слепым Самсоном, стал знаменитым.
«Мы сильны, но всеми хитростями и кознями мы ослеплены и поэтому нас берут на это зрелище, как Самсона брали филистимляне… Но я одно должен сказать вам, я не ручаюсь за то, выдержит ли этот несчастный Самсон или также упрётся и скажет: „Умри, душа моя, с филистимлянами!“».
14 июня 1906 года выбыл из Думы, так как 20 мая её 4-й отдел не утвердил результаты выборов по Тамбовской губернии.
Хотя срок работы в Думе был у Лосева ещё меньше, чем у других перводумцев, вернувшись на родину, он испытывал большие трудности. Он писал, что «после членства в Государственной Думе невозможно получить работу в земских учреждениях за высказанные мною в Государственной Думе убеждения: в земских и общественных работах (плотницких!) под ведением земства положительно отказывают».
В сентябре 1907 был за агитацию среди крестьян привлечен к ответственности по статье 130 Уголовного уложения. Делал вклады в фонды поддержки общин евангельских христиан (баптистов).
В 1918 году имущество Лосева частично конфисковано большевиками. В 1930 его хозяйство раскулачено, а он сам переехал в Москву. С 1936 пенсионер. В июле 1942 эвакуирован из Москвы в посёлок Ранние Всходы Шацкого района Рязанской области, там продолжал работу плотником. В 1945 году арестован по статье 58-10 (антисоветская агитация — «восхвалял жизнь при царском строе», критиковал колхозы и советскую власть). 26 мая 1945 осуждён на 5 лет заключения. Наказание отбывал в Акмолинской области, где работал плотником в колхозе Червонное Поле. 28 августа 1949 года освобождён.
По Указу о «ворошиловской» амнистии от 27 марта 1953 года с Лосева снята судимость и поражение в избирательных правах.
Жил на станции Завидово в Калининской области.
Дальнейшая судьба неизвестна.
Умер 19 января 1957 года в городе Москва.

### Рекомендуемые источники
- Колесниченко Д. А. Состав Трудовой группы в I и II Государственных думах: Сводная таблица членов фракции. М, 1988. С 40-41;
- Николаев А. Б. Борьба сил революции и контрреволюции в связи с созывом Государственного совещания (апрель — август 1917 года): Диссертация…. кандидата исторических наук. Л, 1989;
- Буланова Л. А., Токарев Н. В. Представители тамбовского крестьянства — депутаты Государственной думы I—IV созывов // Общественно-политическая жизнь Российской провинции XX века. Тамбов, 1991. Выпуск 2;
- 3емцов Л. И. Крестьяне Центрального Черноземья в Государственной думе I созыва // Крестьяне и власть. Тамбов, 1995;
- Тамбовская энциклопедия. Тамбов, 2004.
- Государственный архив Российской Федерации. Фонд 8131. Опись 31. Дело 4826.
- Российский государственный исторический архив. Фонд 1278. Опись 1 (1-й созыв). Дело 51. Лист 55 оборот, 6З, 92-109; Фонд 1327. Опись 1. 1905 год. Дело 141. Лист 40; 2 Дело 143. Лист 136 оборот.